# Bae Yoo-ram
Bae Yoo-ram (en hangul, 배유람; nacido en Daegu el 22 de agosto de 1986) es un actor de cine y televisión surcoreano.

## Carrera
Bae nació en Daegu, donde pasó la primera infancia; a los siete años la familia se mudó a Seúl, donde los padres abrieron una librería. Empezó a estudiar actuación en una academia cuando estaba en segundo curso de secundaria. Comenzó a aparecer en películas independientes antes de graduarse del departamento de Cine de la Universidad Konkuk, como miembro de su segunda promoción, de 2005. En ella era profesor el director Hong Sang-soo, y Bae entró inmediatamente en el circuito del cine independiente, que considera su medio más natural y familiar. Forma parte de la agencia Story J Company, con la que renovó su contrato exclusivo en abril de 2020.
Desde su debut en 2009, a los 23 años, con el cortometraje 구경 [Calibre], Bae ha estado activo tanto en producciones comerciales como independientes. De estas últimas, en 2018 declaró que había participado en unas 250. En Chungmuro se le considera un actor de talento, que mejora cada obra en la que aparece.
Su primer, breve papel en televisión, fue como el gerente Oh Sang-sik en su juventud, en la serie Misaeng (2014), que por su temática dejó profunda huella en los espectadores. Su segundo trabajo en televisión fue el del asistente de dirección Ryu Il-yong en la exitosa serie Producer, de 2015. El director estrella del cine independiente Yoon Seong-ho, que dirigió los episodios 1 y 2 de dicha serie, lo llamó y le sugirió una audición que superó con éxito.Después sería secundario en buen número de series, como Reply 1988, The Emperor: Owner of the Mask, Judge vs. Judge y Less Than Evil.
Actor dotado para los papeles cómicos, ha dejado algunas recordadas escenas de este tipo en series y películas como A Hard Day (2014) y Miss & Mrs. Cops (2019). Su espectro de actuación incluye también los relatos policíacos, el suspenso y el drama; aunque ha llegado a interpretar a algún psicópata en películas independientes, quizá por su aspecto físico nunca ha aparecido como un personaje extremadamente malvado.Ese mismo aspecto le ha llevado a desarrollar papeles de personajes mucho más jóvenes de lo que le corresponderían por su edad: así, por ejemplo, el del joven Hong-goo, estudiante de secundaria de unos dieciocho años, en Be with You, que el actor hizo cuando tenía ya 32.
Tras una larga trayectoria de más de diez años, a menudo como protagonista en cine independiente pero secundario en producciones comerciales, el papel que le dio a conocer por el gran público fue el del técnico Park Joo-im en la serie Taxi Driver, de 2021. El éxito obtenido condujo a una segunda temporada en 2023, también coronada con óptimos resultados de audiencia, y el proyecto de una tercera. Su personaje, encargado de buena parte de los resortes cómicos de la serie, lo hizo popular entre los espectadores. Por las mismas fechas en que se emitía la segunda temporada se estrenó el largometraje Killing Romance, aunque que había sido rodado antes de la pandemia de COVID-19 y sufrió por ello este retraso; en él Bae es Young-chan y también tiene un papel destacado.

## Filmografía

### Cine
| Año  | Título                          | Hangul                   | Papel                               | Notas              | Ref.          |
| ---- | ------------------------------- | ------------------------ | ----------------------------------- | ------------------ | ------------- |
| 2009 | Calibre                         | 구경                     |                                     | Cortometraje       |               |
| 2011 | The Day He Arrives              | 북촌 방향                | Estudiante                          |                    |               |
| 2013 | Nobody's Daughter Haewon        | 누구의 딸도 아닌 해원    | Estudiante                          |                    |               |
| 2014 | A Hard Day                      | 끝까지 간다              | Policía Lee Kyung                   |                    | [ 1 ]         |
| 2014 | 18 - Eighteen Noir              | 18: 우리들의 성장 느와르 | Dae-hyun                            |                    | [ 15 ]        |
| 2014 | Fashion King                    | 패션왕                   | Compañero de clase de Woo Ki-myung  |                    |               |
| 2014 | The King of Jokgu               | 족구왕                   | Secretario Tae Hyung-wook           |                    |               |
| 2014 | Tazza: The Hidden Card          | 타짜-신의 손             | Neobchi                             |                    |               |
| 2014 | My Dictator                     | 나의 독재자              | Asistente de dirección              |                    |               |
| 2014 | The Wicked                      | 마녀                     | Jin-woo                             |                    |               |
| 2015 | Casa Amor: Exclusive for Ladies | 워킹걸                   | Empleado de Toy N Joy               |                    |               |
| 2015 | Socialphobia                    | 소셜포비아               | Jung-bae                            |                    | [ 16 ]        |
| 2015 | Coin Locker Girl                | 차이나타운               | Policía local 1                     |                    |               |
| 2015 | The Advocate: A Missing Body    | 성난 변호사              | Yong-sik                            | Protagonista       | [ 17 ]        |
| 2016 | No Tomorrow                     | 섬. 사라진 사람들        | Oficial de policía                  |                    | [ 18 ] [ 19 ] |
| 2016 | Familyhood                      | 굿바이 싱글              | Marido en la lectura del drama      |                    | [ 20 ]        |
| 2016 | Tunnel                          | 터널                     | Miembro del servicio de emergencias | Aparición especial |               |
| 2017 | Midnight Runners                | 청년경찰                 | Jae-ho                              |                    | [ 21 ]        |
| 2018 | Be with You                     | 지금 만나러 갑니다       | Hong-goo de joven                   |                    | [ 22 ] [ 23 ] |
| 2019 | Hit-and-Run Squad               | 뺑반                     | Detective Park                      |                    | [ 24 ] [ 3 ]  |
| 2019 | Miss & Mrs. Cops                | 걸캅스                   | Estudiante con globo de helio       |                    | [ 8 ]         |
| 2019 | Reunámonos ahora                | 우리 지금 만나           | Sung-min                            | Protagonista       | [ 25 ]        |
| 2019 | Bella voz                       | 뷰티풀 보이스            | Jefe de equipo Kang                 |                    | [ 26 ]        |
| 2019 | Exit                            | 엑시트                   | Yong-min                            |                    | [ 6 ]         |
| 2019 | Tazza: One Eyed Jack            | 타짜: 원 아이드 잭       | Oficial público Moon                | Aparición especial | [ 27 ]        |
| 2020 | Chansil tiene muchos pasillos   | 찬실이는 복도 많지       | Kim Young                           |                    | [ 28 ]        |
| 2021 | Pipeline                        | 파이프라인               | Detective Man-sik                   |                    | [ 29 ] [ 9 ]  |
| 2021 | Recalled                        | 내일의 기억              | Detective Bae                       |                    | [ 30 ]        |
| 2021 | Nothing Serious                 | 연애 빠진 로맨스         | Woo-sung                            |                    | [ 31 ]        |
| 2023 | Romance asesino                 | 킬링 로맨스              | Young-chan                          |                    | [ 14 ] [ 32 ] |
| 2023 | Monte Chiak                     | 치악산                   | Padre de Hyunji                     |                    | [ 33 ]        |
| 2023 | The Boys                        | 소년들                   | Jo Hyun-soo                         |                    | [ 34 ]        |

### Series de televisión
| Año     | Título                                  | Papel                  | Canal   | Notas                                    | Ref.          |
| ------- | --------------------------------------- | ---------------------- | ------- | ---------------------------------------- | ------------- |
| 2014    | Misaeng                                 | Oh Sang-sik de joven   | tvN     | Aparición especial, ep. 11               | [ 2 ]         |
| 2015    | Producer                                | Ryu Il-yong            | KBS2    |                                          | [ 7 ] [ 35 ]  |
| 2015    | Oh My Ghost                             | Director de producción | tvN     | Aparición especial, ep. 7                | [ 36 ]        |
| 2015    | Cheo Yong 2                             | Seok-chan              | OCN     | Aparición especial, ep. 9 y 10           |               |
| 2015-16 | Reply 1988                              | Subdirector Yoo        | tvN     |                                          | [ 37 ] [ 38 ] |
| 2016    | Madame Antoine                          | Lee Jin-soo            | JTBC    |                                          | [ 39 ]        |
| 2016    | Goodbye Mr. Black                       | An Gye-dong            | MBC     |                                          | [ 40 ] [ 41 ] |
| 2016    | Wanted                                  | Kwon Kyung-hoon        | SBS     |                                          | [ 42 ]        |
| 2017    | The Emperor: Owner of the Mask          | Park Moo-ha            | MBC     |                                          | [ 43 ] [ 44 ] |
| 2017-18 | Untouchable                             | Choi Jae-ho            | JTBC    |                                          |               |
| 2017-18 | Judge vs. Judge                         | Kim Joo-hyeong         | SBS     |                                          | [ 45 ]        |
| 2018-19 | Less Than Evil                          | Ban Ji-jik             | MBC     |                                          | [ 3 ]         |
| 2020    | Zombie detective                        | Director de producción | KBS2    |                                          | [ 46 ] [ 47 ] |
| 2020-21 | El amor es la meta                      | Han Seok-won           | JTBC    | Aparición especial, ep. 1 y 16           | [ 48 ]        |
| 2021    | D.P.                                    | Kim Gyu                | Netflix | Serie web, aparición especial, ep. 3 y 5 | [ 49 ]        |
| 2021    | Taxi Driver                             | Park Jin-eon           | SBS     | Temporada 1 2                            | [ 11 ]        |
| 2021    | Would You Like a Cup of Coffee?         | Suk-pil                |         | Serie web, aparición especial, ep. 11    |               |
| 2021-22 | When Flowers Bloom, I Think of the Moon | Kang Hae-soo           | KBS2    |                                          | [ 50 ] [ 51 ] |
| 2022    | The King of Pigs                        | Park Chan-young        | TVING   | Serie web                                | [ 52 ]        |
| 2022    | Yonder                                  | jáquer Park            | TVING   | Serie web                                | [ 53 ] [ 54 ] |
| 2023    | El caballero negro                      | 5-7                    | Netflix | Serie web                                | [ 55 ] [ 56 ] |
| 2023    | Taxi Driver                             | Park Jin-eon           | SBS     | Temporada 2                              | [ 11 ] [ 12 ] |
| 2024    | Crash                                   | Jeong Ho-gyu           | ENA     | Ep. 4                                    | [ 57 ]        |
| 2024    | Good Partner                            | Park Chan-seong        | SBS     | Aparición especial, ep. 9                | [ 58 ] [ 59 ] |
| 2025    | El sabor de lo nuestro                  | Lee Yu-jin             | ENA     |                                          | [ 60 ]        |

## Personaje público
En octubre de 2015 Bae fue nombrado embajador para la promoción del 16.º Festival de Cine para Discapacitados, que se celebró en el Teatro de Seúl del 16 al 19 del mismo mes.

## Premios y nominaciones
| Año  | Premios                                            | Categoría                           | Papel                    | Resultado | Ref.          |
| ---- | -------------------------------------------------- | ----------------------------------- | ------------------------ | --------- | ------------- |
| 2016 | 14.º Festival de Puesta en Escena de Cortometrajes | Premio especial del jurado          | And Then Autumn Has Come | Ganador   | [ 63 ] [ 18 ] |
| 2023 | Festival Scene Stealer                             | Bonsang "Main Prize"                | Taxi Driver              | Ganador   | [ 64 ]        |
| 2023 | SBS Drama Awards                                   | Mejor actor de reparto en miniserie | Taxi Driver              | Ganador   | [ 65 ]        |